# Samuel von Brukenthal
Samuel von Brukenthal, né en 1721 à Nocrich (en allemand : Leschkirch, en Roumanie actuelle), décédé en 1803 à Sibiu (Hermannstadt), baron du Saint-Empire, était un juriste transylvanien qui fut gouverneur de Transylvanie pour le compte de la monarchie de Habsbourg de 1774 à 1787. Très fortuné, il était en outre grand collectionneur d'art et fondateur d'un somptueux musée à Sibiu, lequel porte son nom, tout comme le Collège national Samuel von Brukenthal dans la même ville.

## Biographie

### Origines
Samuel von Brukenthal naquit le 26 juillet 1721 à Nocrich (Leschkirch), localité située à mi-chemin entre Sibiu (Hermannstadt) et Agnita (Agnetheln). Son père et son grand-père y occupaient la charge de bailli du roi.
La famille portait, à l’origine, le nom de Brekner. En 1724, le père de Brukenthal, Michael, d’origine modeste, fut anobli par l’empereur Charles VI, en récompense de sa conduite loyale durant la guerre dite des Kuruc (insurrection qui eut lieu en 1703 en Transylvanie contre l’autorité des Habsbourg, à la tête de laquelle se trouvait le prince François II Rákóczi), et se faisait depuis lors appeler « von Brukenthal ». Sa mère, Susanna von Heydendorff, était issue de la famille noble et fort considérée, appartenant à la petite noblesse transylvanienne.
L’on sait peu de choses sur son premier parcours scolaire. Il ne figure pas dans le matricule du collège de Sibiu/Hermannstadt, cependant, deux cahiers d’école qui ont été conservés indiquent qu’il dut avoir achevé ses études dans cette école aux environs de 1740. Il est vraisemblable qu’on lui dispensa des cours privés, ainsi qu’il était de coutume à cette époque. Samuel von Brukenthal hérita de son père un patrimoine de 867 florins rhénans, qu’il résolut d’engager dans ce qui lui paraissait le meilleur investissement: dans sa formation et dans des études de grande envergure.

### Années de formation
Après achèvement de ses études au collège, Brukenthal prit du service dans la chancellerie du gubernium de Transylvanie à Sibiu/Hermannstadt, emploi qu’il exerça pendant environ deux ans à partir de février 1741.
Ensuite, Brukenthal se rendit à Halle (Saxe) en vue d’y faire des études de droit, puis à Iéna, mais sans parvenir à décrocher un titre universitaire. Du reste, pour la haute carrière administrative à laquelle aspirait Brukenthal, un tel titre n’était pas indispensable; un certificat attestant d’une conduite irréprochable pendant les études suffisait. La ville de Halle était alors le centre du piétisme allemand. Les idées des Lumières françaises et allemandes eurent également une forte influence sur Brukenthal. Plus particulièrement, il s’intéressa à l’histoire de la Transylvanie, à l’antiquité classique, à l’histoire de l’art, aux sciences naturelles, aux littératures classiques latine et grecque.
Fréquentant les milieux de la cour de Berlin et s’affiliant à la loge maçonnique de Magdebourg (et fondant même, en 1743, une loge d’étudiants, de même obédience, à laquelle il donna le nom d’« Aux Trois Clefs d'or »), Brukenthal réussit à cette époque à se nouer d’importantes relations, propices à sa spectaculaire ascension ultérieure. Du reste, il érigea à Hermannstadt la loge maçonnique la plus ancienne d’Europe orientale, et en assuma la présidence entre 1773 et 1774.

### Retour à Hermannstadt

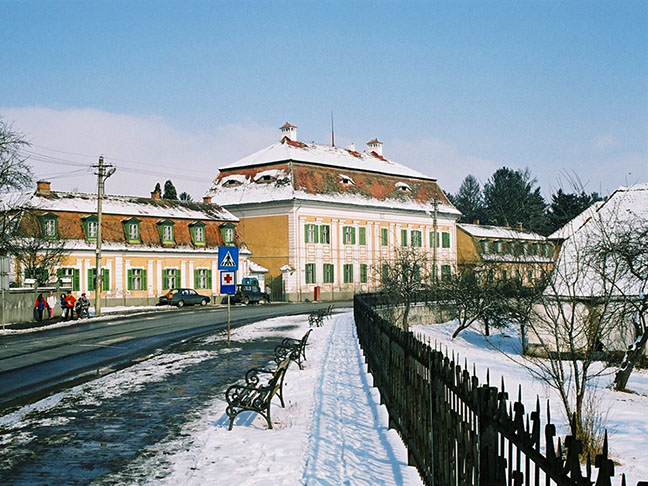
Résidence d'été des Brukenthal à Avrig.

À l'été 1745, Brukenthal retourna à Hermannstadt et prit alors le ferme parti de mettre sa carrière au service de la nation saxonne (ainsi qu’il est d’usage de nommer la population d’origine allemande vivant sur le plateau transylvanien) ; en effet, sa devise était Fidem genusque servabo ('Je servirai ma foi et mon peuple'). S’offrait aussi à lui la possibilité d’entrer dans la chancellerie du gubernium de Transylvanie, à quoi aurait pu le destiner la période de préparation de deux années qu’il avait déjà accomplie.
Sur le plan privé, Brukenthal se trouvait devant une décision importante. Une carrière au sein de la nation saxonne présupposait qu’on eût élu domicile à Sibiu/Hermannstadt et que l’on y disposât d’un propre foyer familial. Son choix se porta sur Sophie Katharina von Klockner, fille du maire de Hermannstadt, qu’il épousa en octobre 1745, c'est-à-dire peu après son retour en Transylvanie. Il faisait dorénavant partie de l’establishment transylvanien, ce qui bénéficia non seulement à sa carrière comme administrateur, mais aussi à sa fortune personnelle, attendu que la mariée apporta au ménage quelque 30 000 florins, en plus de divers biens, notamment fonciers.
De 1745 à 1753, Brukenthal remplit des fonctions relativement insignifiantes, comme deuxième, puis premier greffier et, à partir de 1751, comme vice-notaire (chef de bureau) du magistrat de Hermannstadt.

### Carrière à Vienne
En 1753 s’offrit à lui l’occasion unique de voyager pour Vienne, où il fut même reçu en audience par l’impératrice Marie-Thérèse.
La nation saxonne en effet s’efforçait alors d’obtenir un secrétariat propre au sein du gubernium, au même titre qu’il en existait un pour la Hongrie et un autre pour les Sicules (c'est-à-dire les Hongrois de Transylvanie orientale, Székelyek, en hongrois). Brukenthal fut chargé de faire aboutir cette revendication. Il accomplit brillamment sa mission, à telle enseigne que non seulement le secrétariat souhaité fut institué, mais qu’en outre il fut lui-même investi dans cette fonction, nouvelle et influente, en janvier 1754. Brukenthal défendit les intérêts de son peuple avec dévouement.
 
L’impératrice, avec qui il avait, pendant de longues années, des relations de travail marquées par une confiance mutuelle, le nomma baron en 1762 ; il devint président de la chancellerie de la Cour en 1765, chancelier provincial en 1772, et finalement, en 1777, gouverneur de Transylvanie.
C’est à Vienne qu’il se constitua plusieurs collections (de tableaux, d’estampes, de médailles et monnaies), ainsi qu’une précieuse bibliothèque, qu’il devait plus tard léguer à l’Université saxonne, c'est-à-dire au parlement saxon.

### Gouvernorat de Transylvanie

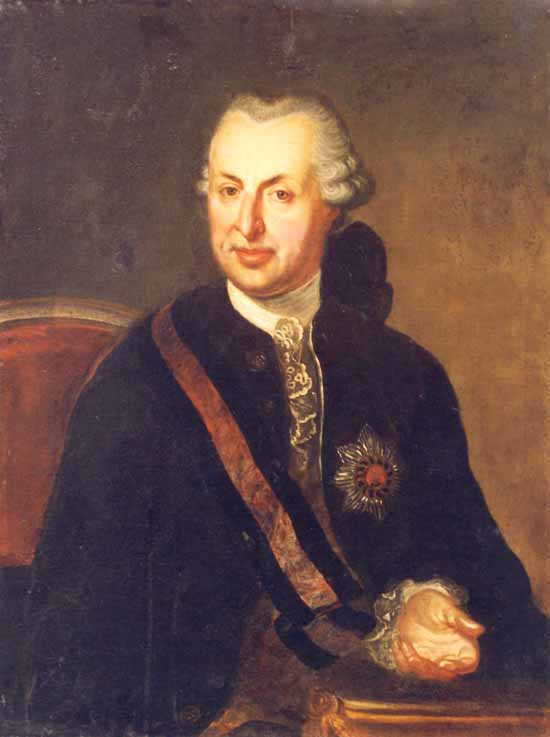
Samuel von Brukenthal

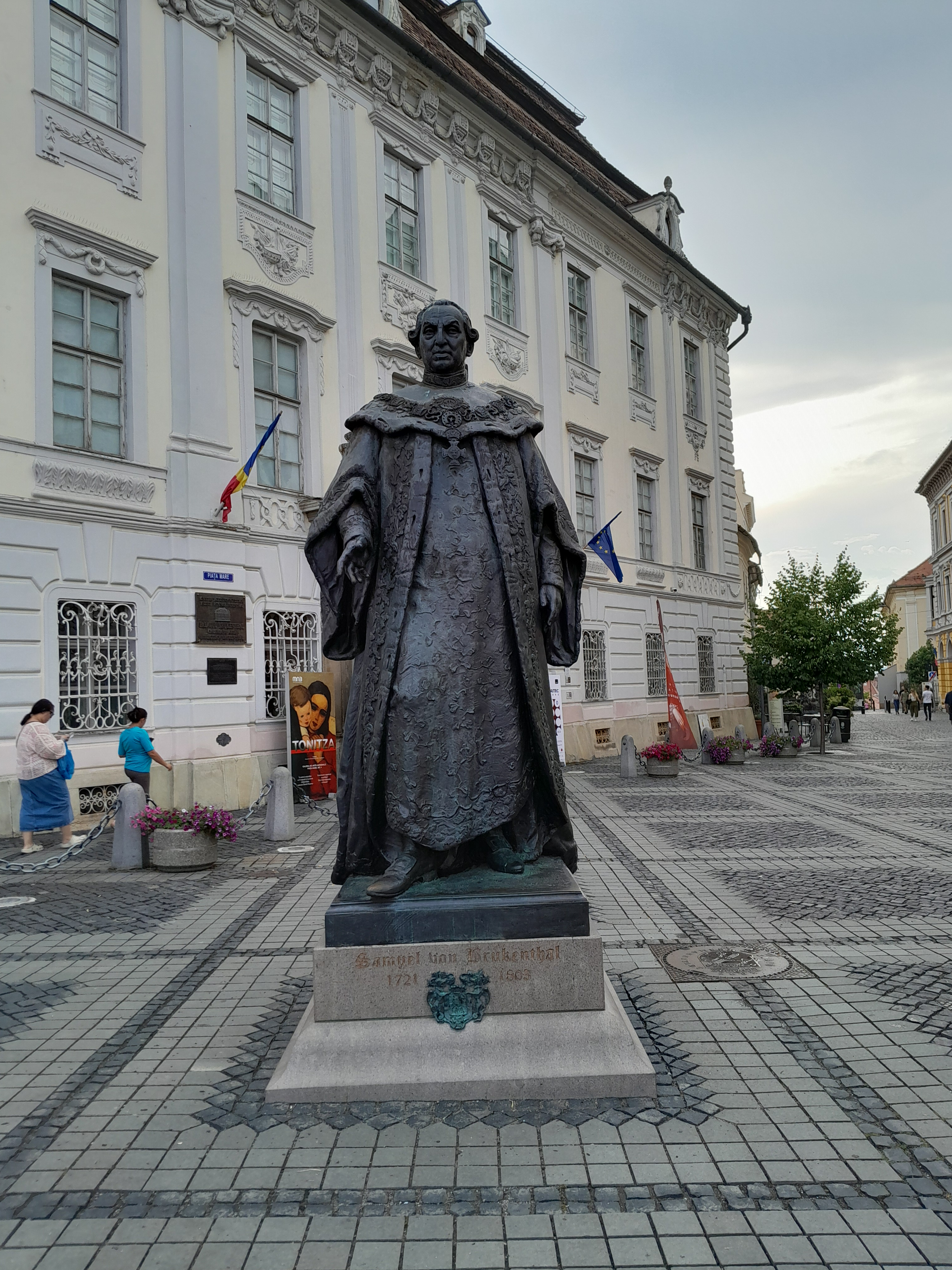
Monument à Sibiu

Nommé gouverneur de Transylvanie, il retourna s’installer à Sibiu/Hermannstadt et, à partir de 1785, se fit construire sur la Grande Place (Großer Ring, Piață Mare), c'est-à-dire à l’endroit le plus en vue de la ville, un fastueux hôtel particulier de style baroque, le Palais Brukenthal.
Si ses revenus se montaient, au début de sa carrière, à 150-300 florins annuels, ceux attachés à sa fonction de secrétaire du gubernium s’élevaient déjà à 2 000 florins, et ceux attachés à sa fonction de chancelier provincial à 7 900 florins ; ses appointements en tant que président de la chancellerie de la cour de Transylvanie atteignaient 9 900 florins, et en tant que gouverneur 24 000 florins. Après sa démission de ce dernier poste, à laquelle il fut contraint par Joseph II, auprès de qui il était tombé en disgrâce, il se vit allouer une pension de 4 000 florins annuels seulement — mauvaise fortune que l’acquisition, faite entre-temps, de biens immobiliers et de domaines agricoles (Avrig/Freck, région de Făgăraș/Fogarasch), modernisés par ses soins, au prix d’investissements considérables, et avantageusement mis en valeur, lui permit de tempérer, les revenus issus de tous ces biens égalant en effet ceux d’un gouverneur. Son patrimoine fut, à son décès, estimé à environ un million de florins — la valeur de sa collection d’art et de livres non pris en compte.

## Collections
Dès son séjour à Vienne, Brukenthal était déjà célèbre à cause de sa collection d’art, considérée comme étant, en valeur, la deuxième de tout l’empire autrichien, et de sa précieuse bibliothèque. Déjà durant ses années d’étudiant, il s’était fait collectionneur de livres, puis d’art. Au fil des années, il en vint à consacrer jusqu’à dix pour cent de ses revenus à l’achat de livres et d’objets d’art. Il disposait à travers toute l’Europe (à Vienne, à Paris, aux Pays-Bas, en Angleterre, Allemagne, Italie, Hongrie) d’un réseau de marchands d’art et de libraires, qui ne cessaient de lui présenter de nouveaux objets. C’est ainsi qu’il fit acquisition d’importants ouvrages de référence et de sources de savoir, tels que l’Encyclopédie de Diderot, les Städtebilder (vues de villes) de Merian, la Weltchronik de Schedel, etc. À la suite de la sécularisation des biens ecclésiastiques arrivaient sur le marché de l’art, en provenance de couvents et monastères, maints précieux manuscrits et incunables. Quant à sa collection d’images, elle comprenait 1 300 tableaux, dont un tiers de maîtres flamands, ainsi que 800 gravures. Autour de 1790, sa collection de livres comptait 13 000 volumes. Brukenthal employait, ainsi qu’il était d’usage alors dans les milieux bibliophiles et fortunés, ses propres artisans-relieurs, qui, usant de cuir souple, reliaient chaque livre dans une unité de style propre de l’époque (baroque, rococo), doraient la tranche, ornaient le dos et apposaient sur la reliure les armoiries du propriétaire. Le premier bibliothécaire qui, suivant des directives scientifiques, catalogua de 1777 à 1789 la bibliothèque de Brukenthal, fut Samuel Hahnemann, qui plus tard fonda l’homéopathie.

## Testament
Vers la fin de sa vie, voulant une succession bien ordonnée et voulant surtout empêcher que ses collections fussent détruites ou dispersées, Brukenthal s’employa à rédiger un testament détaillé, lequel disposait que seul un descendant masculin de la famille pût être héritier principal ; à défaut de descendance masculine, les collections devaient être déférées à une fondation qui appartînt au collège évangélique de Hermannstadt. Il s’agissait, en l’espèce, non du patrimoine intégral, mais seulement de l’ensemble des collections de livres et d’œuvres d’art, augmenté, il est vrai, d’un capital de départ au montant de 36 000 florins — soit un peu plus que ce que son épouse, pourtant nantie, avait apporté comme dot au mariage — dont les intérêts devaient servir à payer durablement les salaires de plusieurs bibliothécaires, des appariteurs et du personnel auxiliaire ; en outre, le testament fixait une somme de 800 florins pour l’enrichissement progressif de la bibliothèque, ainsi que 400 florins pour accroître la collection de tableaux ; enfin, Brukenthal mettait à disposition une somme de 8 000 florins, avec laquelle devait être embauché, au lycée évangélique, un « maître de dessin », afin d’y relever le niveau de l’enseignement artistique.
En 1867, le baron Joseph von Brukenthal, un des héritiers ultérieurs, disposa que l’hôtel particulier sur la Grande Place, devenu depuis 1817 musée d’accès public, vînt s’ajouter au fonds de la fondation. Lorsque l’ultime successeur masculin, le baron Hermann von Brukenthal, vint à décéder en 1872, et qu'avec lui s’éteignit toute lignée directe, le collège légataire put enfin recueillir l’héritage, même s’il dut bientôt le céder à l’État roumain sous le régime communiste.
Aujourd’hui, le musée Brukenthal n’est plus un « musée saxon », mais un « musée national roumain ». Certes, il continue d’abriter la majeure partie du legs de Brukenthal, quoique certaines œuvres d’art importantes, acquises par lui, soient à l’heure actuelle — à l’encontre de ses dispositions testamentaires — exposées dans d’autres musées de Roumanie. La paroisse évangélique de Hermannstadt, sous la tutelle de laquelle se trouvaient autrefois les écoles allemandes, vient, il y a quelques années, de reconstituer la fondation Brukenthal, avec l’intention d’assumer la succession juridique de la fondation originelle — non sans résultat, comme le porte à juger la restitution qui a été ordonnée de la résidence d’été des Brukenthal à Avrig/Freck. Au début des années 2000, l’église évangélique nationale est allée jusqu’à réclamer la rétrocession du musée Brukenthal.
Le Musée Jacquemart-André présente la collection Bruckenthal du 11 septembre 2009 au 11 janvier 2010.

## Source
- (de) Gustav Binder, « Das Testament Samuel von Brukenthals », Siebenbürgische Zeitung, Munich, Verband der Siebenbürger Sachsen in Deutschland e.V.,‎ 19 janvier 2003, p. 3 (lire en ligne).